# Первомайское рудоуправление
Первомайское рудоуправление — бывшее предприятие горнодобывающей отрасли по добыче и переработке железных руд на базе Криворожского железорудного бассейна в городе Кривой Рог.

## История
Первомайское месторождение открыто в 1895 году. С 1899 года Терновским (Петровским) рудником Русско-Бельгийского акционерного общества начата разработка открытым способом, затем — подземным.
В 1913 году добыто 90 000 тонн железной руды.
В годы Гражданской войны рудник был затоплен. Восстановлен в 1924 году.
В 1929 году действовали шахты «Партизан», имени МОПРа, имени КИМа, объединённые в рудоуправление имени 1-го Мая. Рудник входил в трест «Руда», затем — «Ленинруда».
Возле рудника возник горняцкий посёлок Первомайское, впоследствии получивший статус посёлка городского типа, в 1957 году переименованный в Терны.
С 1973 года входил в состав ПО «Кривбассруда».

## Характеристика
Месторождение расположено в северной части Саксаганской полосы Криворожского железорудного бассейна. Вскрыто на флангах главными вертикальными вспомогательными и вентиляционными стволами. Добыча велась этажным принудительным обрушением с отбойкой руды глубокими скважинами. Высота этажа 70 м.
Рудоуправление включало 2 эксплуатационные шахты «Первомайская-1» и «Первомайская-2», дробильно-обогатительную фабрику, механические мастерские, энергетический и другие цеха. 
Горно-строительные работы при подготовке блоков велись буровыми установками, погрузочно-доставочным оборудованием, комплексами для проходки восстающих и др. В 1986 году горные работы велись на глубине 920 м.
Производились богатые (в основном амфибол-магнетитовые, содержанием железа 51,4 %) и бедные (амфибол-магнетитовые, эгирин-магнетитовые и амфибол-гематит-магнетитовые, содержанием железа 39,2 %) руды. Потери руды 20,65 %, разубоживание 10,08 %. В 1986 году добыча сырой железной руды составляла 4,4 млн тонн (1,6 млн тонн богатой и 2,8 млн тонн бедной руды). На 1986 год балансовые запасы богатых железных руд по категориям А+В+С1 составляли 74 млн тонн, бедных — 675,7 млн тонн. Богатые руды дробились и сортировались по классам на дробильно-обогатительной фабрике, бедные без обогащения отгружались на горно-обогатительные комбинаты Кривбасса.

## Сотрудники
Гриша, Анатолий Викторович, лауреат Премии Совета Министров СССР (1983), в 1948—1951 годах работал мастером отдела капитального строительства шахтоуправления имени 1-го Мая.